# 1934-es magyar gyeplabdabajnokság
Az 1934-es magyar gyeplabdabajnokság a hatodik gyeplabdabajnokság volt. A bajnokságban tíz csapat indult el, a csapatok két kört játszottak.
A Kéksárga a MAC tartalékcsapata.

## Tabella
| #   | Csapat               | M  | Gy | D | V  | G+ | G- | P  |
| --- | -------------------- | -- | -- | - | -- | -- | -- | -- |
| 1.  | Amateur HC           | 18 | 13 | 2 | 3  | 55 | 8  | 28 |
| 2.  | Magyar HC            | 18 | 14 | 0 | 4  | 69 | 13 | 28 |
| 3.  | MAC                  | 18 | 12 | 3 | 3  | 38 | 18 | 27 |
| 4.  | Kéksárga             | 18 | 10 | 5 | 3  | 29 | 18 | 25 |
| 5.  | BBTE                 | 18 | 11 | 2 | 5  | 50 | 17 | 24 |
| 6.  | Ferencvárosi TC      | 18 | 7  | 3 | 8  | 28 | 26 | 17 |
| 7.  | Vacuum Oil SC        | 18 | 4  | 3 | 11 | 14 | 53 | 11 |
| 8.  | Nemzeti HC           | 18 | 3  | 3 | 12 | 15 | 46 | 9  |
| 9.  | Széchenyi HC         | 18 | 3  | 1 | 14 | 8  | 66 | 7  |
| 10. | Ludovika Akadémia SE | 18 | 1  | 2 | 15 | 9  | 50 | 4  |

* M: Mérkőzés Gy: Győzelem D: Döntetlen V: Vereség G+: Ütött gól G-: Kapott gól P: Pont